# 胡瑞邦
胡瑞邦（1934年10月—2012年7月16日），籍贯上海，海军军人，潜艇兵出身，服役三十余年，曾任中国人民解放军海军潜艇部队指挥员。转业后曾任上海市黄浦区委书记、上海市公安局党委副书记、上海市高级人民法院院长。另曾任第十、十一届上海市人民代表大会代表。

## 早年
1934年（民国23年）10月出生，籍贯上海。在他二十来岁之时，朝鲜战争爆发，受此影响，他加入了解放军，并进入海军方向接受培养，起初于南京海军联合学校学习，1954年进入大连海军指挥学校学习，6年后（1960年）结业。

## 海军生涯
离开军校后，胡瑞邦于1961年进入东海舰队建立不久的海军特种部队潜艇支队，先后任航海长、潜艇艇长、军务部门领导等。

## 转业回沪

### 黄浦
1982年从部队转业，回到上海。初任上海市黄浦区粮食局局长。1983年8月起，中共中央决定要求干部年轻化，时48岁的他出任因而调整后的黄浦区委书记，兼区人武部党委书记（即管理民兵事务）。
1987年3月，此后广受欢迎的知名市长，当时40岁的陈良宇也因类似的原因被调任黄浦区委副书记，4月任代区长，5月真除区长，并最终于1990年2月出任第一副书记。
两人因而搭档管理黄浦政务，但在此期间黄浦区事件频出，1987年10月黄浦区外滩的东风饭店发生七百六十二人中毒的“副溶血弧菌”大面积食物中毒事件；12月，在时属黄浦区（当时黄浦区仍管辖许多黄浦江东岸的土地）的浦东陆家嘴轮渡站发生了严重踩踏事故，该事故目前所公开的数据为死亡66人、重伤2人、轻伤二十多人，而当时上海市委、市政府、黄浦区委、区政府封锁了消息，只汇报了16人死亡、七十多人受伤；而1988年1月，全沪爆发甲肝大流行，黄浦区超过三万人被感染。
虽然紧急事件应接不暇，但二人在此期间的表现未阻碍他们后续的发展，1990年9月，胡瑞邦调任市公安局；10月不再担任黄浦区委书记。陈良宇以区长兼第一副书记的身份主持工作，署理他的职务，直到自己赴英国留学，最终这一职务正式交由高寿成继任。

### 市直与市级机关
1990年9月起转任上海市公安局党委副书记兼政治部主任（正厅局级）。
1992年12月，调任上海市高级人民法院党组书记，次年2月起任院长（另一说4月）。1993年2月起任上海市人民代表大会代表（选区黄浦区）。1998年2月不再担任院长、书记，但續任上海市人民代表大会代表（选区浦东新区）。2003年2月不再担任上海市人民代表大会代表。

## 晚年
2012年7月16日，因病医治无效，在上海华东医院逝世。

## 头衔，荣誉与社会活动

### 头衔与荣誉
- 1990年，国防部颁授“全国国防建设十佳新闻人物”。[3]
- 1992年12月11日，国务院授予他一级警监的警衔，但是不几日内就因他调离公安岗位转任法院职务而不再保留警衔。[16]

### 社会活动
- 上海市公安局公安史志编纂委员会（1991年1月成立），副主任[22]
- 上海市法学会名誉会长[23]
- 上海市法官协会会长[24]
- 上海法学家企业家联谊会会长，会刊《企业与法》编委会名誉主任[25][26]

## 评价
北大法律系出身的二级大法官、前中国最高法副院长李国光因曾任上海高法副院长而与胡瑞邦有过共事经历。作为胡瑞邦的副手，他此后调任最高法接受中组部考察时评价胡瑞邦是“好人”，并称自己与他是“黄金搭档”。并称胡瑞邦也认为二人是黄金搭档的关系。李做出“好人”评价的依据是源于胡瑞邦在任上对法院内部的干部、法官、警官等公职人员住房待遇的提升和在“提干”（提拔公职人员的职务职级）工作方面的严谨与审慎。在法理法律事务方面则未有提及评价。